# Luciana Corsato-Owsianka
Luciana Corsato-Owsianka (nascida em 21 de janeiro de 1966) é uma ex-tenista profissional brasileira.

## Biografia
Corsato começou a competir no circuito profissional em 1984.
Seu melhor desempenho em um torneio de Grand Slam foi uma aparição na segunda rodada do Aberto da França de 1988, no qual ela competiu como uma perdedora sortuda na qualificação.
Em 1989, foi finalista de duplas no evento WTA Tour, no Guarujá, e chegou às quartas de final de simples em Taranto.
Ela teve seu melhor resultado no WTA Tour individual em São Paulo, em 1990, quando chegou às semifinais, em um torneio que incluiu uma vitória sobre Eva Švíglerová.
Como membro da equipe da Fed Cup do Brasil, ela disputou um total de sete partidas. Em uma partida do Grupo Mundial contra a Argentina, em 1991, ela venceu sua única partida individual, sobre Patricia Tarabini.
Mais tarde se estabeleceu na Alemanha, se casou com o treinador de tênis local Marek Owsianka.

## Finais do WTA Tour

### Duplas (0-1)
| Resultado | Torneio       | Torneio         | Camada  | Superfície | Parceiro            | Oponentes                      | Pontuação |
| --------- | ------------- | --------------- | ------- | ---------- | ------------------- | ------------------------------ | --------- |
| Derrota   | Dezembro 1989 | Guarujá, Brasil | Nível V | Duro       | Cláudia Chabalgoity | Mercedes Paz Patrícia Tarabini | 2–6, 2–6  |

## Finais da ITF
| Torneios de US$ 25.000 |
| Torneios de US$ 10.000 |

### Individual (2–3)
| Resultado | N. | Torneio                | Torneio                       | Superfície | Oponente            | Pontuação     |
| --------- | -- | ---------------------- | ----------------------------- | ---------- | ------------------- | ------------- |
| Vice      | 1. | 17 de março de 1985    | Porto Alegre, Brasil          | Saibro     | Lea Plchová         | 2–6, 1–6      |
| Vencedora | 1. | 20 de julho de 1986    | Schenectady, Estados Unidos   | Duro       | Jennifer Fuchs      | 6–0, 6–4      |
| Vencedora | 2. | 12 de outubro de 1986  | Medellín, Colômbia            | Saibro     | Andrea Tiezzi       | 3–6, 7–5, 6–3 |
| Vice      | 2. | 25 de janeiro de 1987  | Santo Antonio, Estados Unidos | Saibro     | Melissa Brown       | 2–6, 2–6      |
| Vice      | 3. | 10 de dezembro de 1989 | São Paulo, Brasil             | Saibro     | Cláudia Chabalgoity | 1–6, 5–7      |

### Duplas (2–2)
| Resultado | Não. | Encontro               | Torneio                 | Superfície | Parceiro           | Oponentes                                | Pontuação     |
| --------- | ---- | ---------------------- | ----------------------- | ---------- | ------------------ | ---------------------------------------- | ------------- |
| Vencedora | 1.   | 14 de julho de 1985    | Miramar, Estados Unidos | Duro       | Mônica Reinach     | Jackie Masters Michelle Parun            | 6–3, 4–6, 6–3 |
| Vice      | 1.   | 4 de agosto de 1986    | Chatham, Estados Unidos | Duro       | Colleen Carney     | Anne Grousbeck Maya Kidowaki             | 3–6, 4–6      |
| Vencedora | 2.   | 31 de julho de 1989    | Vigo, Espanha           | Argila     | Pascale Etchemendy | Ana Larrakoetxea Ninoska Souto           | 6–3, 6–1      |
| Vice      | 2.   | 25 de novembro de 1991 | Porto Alegre, Brasil    | Argila     | Andréa Vieira      | Sybille Niox-Château Silvia Ramón-Cortés | 4–6, 3–6      |